# Tex Avery
Frederick Bean Avery (conegut com a Tex Avery o Fred Avery) (Taylor, Texas, 26 de febrer de 1908 - Burbank, Califòrnia, 26 d'agost de 1980) fou un animador, dibuixant i director estatunidenc, famós per produir dibuixos animats a l'edat d'or de Hollywood. La seva tasca més significativa va ser per a la Warner Bros. i la Metro-Goldwyn-Mayer, en crear o desenvolupar plenament els personatges de Daffy Duck, Bugs Bunny, Droopy, Screwball Squirrel, George i Junior, Porky i Chilly Willy. La seva influència s'estén a quasi tots els estudis des dels anys 40 i 50 fins a l'actualitat.
Tex Avery, qui tenia un extraordinari sentit còmic, es considera el fundador de l'escola que va ser el punt de referència d'alguns dibuixants, aleshores joves, que amb el temps acabarien tenint molt de renom, com ara, Chuck Jones, Bob Clampett o Robert McKimson.
Tex Avery va trencar l'estil realista establert per Walt Disney, i animar els dibuixants de còmic a arribar al límit del mitjà per a fer coses en animació que no es podien fer en les pel·lícules amb actors. Avery acostumava a dir: “en animació pots fer qualsevol cosa” i els seus treballs aprofitaren les característiques de l'animació per tal d'oferir pel·lícules que explotaven el mitjà, oferint històries on sorprenents accions podien ocórrer.

## Biografia

### Inicis
La carrera professional de Tex Avery va començar al Walter Lantz studio a principi de la dècada dels 30, treballant en la majoria de dibuixos de Oswald the Lucky Rabbit de 1931-35. Hi apareix com "animador" als crèdits dels curts d'Oswald. De fet, el mateix Avery assegurà que ell havia arribat a dirigir dos d'aquells curts. Mentre treballava a l'oficina, un clip va caure al seu ull esquerre, deixant-li'l inservible. Hom especula que la pèrdua de la percepció de profunditat és el que li va donar la seua inconfusible visió de l'animació i el seu estrany estil de direcció.

### Termite Terrace
Avery va entrar a Leon Schlesinger studio a finals de 1935, i va convèncer-lo perquè el deixara dirigir al seu propi grup d'animadors per tal de fer dibuixos com ell volguera. Schlesinger va crear la unitat, assignant-li animadors com Bob Clampett i Chuck Jones i la va situar en un bungalow de fusta de 5 habitacions. El bungalow va ser batejat com "Termite Terrace" -terrassa de tèrmits- a causa de la gran quantitat d'aquest insectes que allà hi havia. Tex Avery i el seu equip, qui revolucionarien la secció d'animació de l'estudi Warner Bros (no debades, "Termite Terrace" és utilitzat hui en dia com a nom per designar tot l'Schlesinger/Warner studio i es considera el primer treball de l'equip, Gold Diggers of '49, com el curtmetratge que va fer de Porky una estrela) treballarien inicialment fent només que curtmetratges de Looney Tunes, sèrie que aleshores es feia en blanc i negre, a diferència de les Merrie Melodies, que eren a color.

### La creació de les estrelles dels Looney Tunes
Avery, assistit per Bob Clampett, Chuck Jones i un nou director associtat, Frank Tashlin; creà un nou estil d'animació que desbancà a The Walt Disney Studio com a líder dels curtmetratges animats, i creà una sèrie de personatges que encara hui dia són reconeguts per tothom. Avery s'hi involucrà molt; perquè era molt perfeccionista, i creava multitud de gags, doblava personatges i fins i tot era capaç de traure fotogrames d'un negatiu acabat si considerava que el ritme del producte era massa lent.

#### Daffy Duck
Al curtmetratge Porky's Duck Hunt va aparèixer per primera volta un nou personatge: Daffy Duck, un personatge esbojarrat com mai no hi havia hagut altre als dibuixos animats. Daffy era un ànec pràcticament incontrolable capaç de saltar per tot l'escenari a tota velocitat mentre cridava "Hoo-hoo! hoo-hoo" amb un esbojarrat ritme, cortesia del veterà actor de veu Mel Blanc.

#### Bugs Bunny
Al curtmetratge de 1940 A Wild Hare, dirigit per Avery, té lloc la que es considera primera aparició de Bugs Bunny, personatge que seria l'evolució d'un primitiu conill amb una personalitat semblant a la de Daffy Duck que aparegué a curts dirigits per Ben Hardaway, Cal Dalton i Chuck Jones. El conill d'Avery tenia una personalitat més calmada: Seguia sent un personatge que enredava els seus oponents, deixant-los en ridícul, però la diferència radicava en que Bugs Bunny tenia la picardia i sang freda per tenir sempre el control de la situació. A Wild Hare també és el primer curt on Bugs Bunny forma tàndem amb el caçador Elmer Fudd, una evolució d'un primitiu personatge d'Avery: Egghead, un xicotet personatge amb un nas gran, basat en el comediant radiofònic Joe Penner. També en aquest curt s'introdueix la famosa frase del conill: "What's up, doc?". Warner Brothers li posà el nom "Bugs Bunny" en honor de Ben "Bugs" Hardaway, creador de la versió primigènia del personatge.
Avery sols va dirigir quatre curtmetratges del conill: A Wild Hare, Tortoise Beats Hare, All This and Rabbit Stew i The Heckling Hare. També va dirigir altres curts, bàsicament paròdies de documentals (The Isle of Pingo Pongo), de contes (The Bear's Tale), curtmetratges parodiant estreles de Hollywood (Hollywood Steps Out), i dibuixos amb conills semblants a Bugs Bunny (The Crack-Pot Quail).
L'etapa de Tex Avery a l'Schlesinger studio acaba en 1941, quan el productor modificà el final original del curt The Heckling Hare. A la versió original hi apareixia Bugs dient un acudit "Hold on to your hats, folks: here we go again!" ("Agafeu-vos als vostres barrets, que ara hi tornem!"), un acudit de la ràdio de l'època amb suposat doble sentit de caràcter sexual. Schlesinger va intervenir per eliminar l'escena final, cosa que va enfurismar el director, que abandonaria l'estudi deixant tres curtmetratges en producció que serien acabats per Bob Clampett: Crazy Cruise, The Cagey Canary i Aloha Hooey.

## Pel·lícules dirigides o co-dirigides per Tex Avery[4]
Els curtmetratges de Tex Avery es caracteritzen pel seu estil excessiu i paroxístic, allunyat, gairebé sempre, de la lògica i de la versemblança. Els gags es succeeixen sense parar, els personatges es deformen i les històries, moltes vegades, són completament absurdes i caricaturesques; d'altra banda, no hi falten referències explicites ni a la violència ni al sexe —com, per exemple, a Red Hot Riding Hood.

### Warner Bros
| - Gold Diggers of '49 (1935) - The Blow Out (1936) - Plane Dippy (1936) - I'd Love to Take Orders from You (1936) - Page Miss Glory (1936) - I Love to Singa (1936) - Porky the Rain Maker (1936) - The Village Smithy (1936) - Milk and Money (1936) - Don't Look Now (1936) - Porky the Wrestler (1937) - Picador Porky (1937) - I Only Have Eyes for You (1937) - Porky's Duck Hunt (1937) - Uncle Tom's Bungalow (1937) - Ain't We Got Fun (1937) - Daffy Duck & Egghead (1938) - Egghead Rides Again (1937) - A Sunbonnet Blue (1937) - Porky's Garden (1937) | - I Wanna Be a Sailor (1937) - The Sneezing Weasel (1938) - Little Red Walking Hood (1937) - The Penguin Parade (1938) - L'Illa de Pingo Poso (The Isle of Pingo Pongo, 1938) - A Feud There Was (1938) - Johnny Smith and Poker-Huntas (1938) - Daffy Duck in Hollywood (1938) - Cinderella Meets Fella (1938) - Hamateur Night (1938) - The Mice Will Play (1938) - A Day at the Zoo (1939) - Thugs with Dirty Mugs (1939) - Believe It or Else (1939) - Dangerous Dan McFoo (1939) - Detouring America (1939) - Land of the Midnight Fun (1939) - Fresh Fish (1939) - Screwball Football (1939) - The Early Worm Gets the Bird (1940) | - Cross Country Detours (1940) - The Bear's Tale (1940) - A Gander at Mother Goose (1940) - Circus Today (1940) - A Wild Hare (1940) - Ceiling Hero (1940) - Wacky Wild Life (1940) - Of Fox and Hounds (1940) - Holiday Highlights (1940) - The Crackpot Quail (1941) - Haunted Mouse (1941) - Tortoise Beats Hare (1941) - Hollywood Steps Out (1941) - Porky's Preview (1941) - The Heckling Hare (1941) - Aviation Vacation (1941) - All This and Rabbit Stew (1941) - The Bug Parade (1941) - The Cagey Canary (1941) - Aloha Hooey (1942) - Crazy Cruise (1942) |

### Paramount
- Speaking of Animals Down on the Farm (1941)
- Speaking of Animals Down in a Pet Shop (1941)
- Speaking of Animals Down in the Zoo (1941)

### MGM
| - The Early Bird Dood It! (1942) - Blitz Wolf (1942) - Dumb-Hounded (1943) - Red Hot Riding Hood (1943) - Who Killed Who? (1943) - One Ham's Family (1943) - What's Buzzin' Buzzard? (1943) - Screwball Squirrel (1944) - Batty Baseball (1944) - Happy-Go-Nutty (1944) - Big Heel-Watha (1944) - The Screwy Truant (1945) - The Shooting of Dan McGoo (1945) - Jerky Turkey (1945) - Swing Shift Cinderella (1945) - Wild and Woolfy (1945) - Lonesome Lenny (1946) - The Hick Chick (1946) - Northwest Hounded Police (1946) - Henpecked Hoboes (1946) - Hound Hunters (1947) - Red Hot Rangers (1947) - Uncle Tom's Cabaña (1947) - Slap Happy Lion (1947) - King-Size Canary (1947) | - What Price Fleadom (1948) - Little 'Tinker (1948) - Half-Pint Pygmy (1948) - Lucky Ducky (1948) - The Cat that Hated People (1948) - Bad Luck Blackie (1949) - Señor Droopy (1949) - The House of Tomorrow (1949) - Doggone Tired (1949) - Wags to Riches (1949) - Little Rural Riding Hood (1949) - Out-Foxed (1949) - The Counterfeit Cat (1949) - Ventriloquist Cat (1950) - The Cuckoo Clock (1950) - Garden Gopher (1950) - The Chump Champ (1950) - The Peachy Cobbler (1950) - Cock-a-Doodle Dog (1951) - Daredevil Droopy (1951) - Droopy's Good Deed (1951) - Symphony in Slang (1951) - Car of Tomorrow (1951) - Droopy's Double Trouble (1951) - Magical Maestro (1952) | - One Cab's Family (1952) - Rock-a-Bye Bear (1952) - Little Johnny Jet (1953) - T.V. Of Tomorrow (1953) - The Three Little Pups (1953) - Drag-a-Long Droopy (1954) - Billy Boy (1954) - Homesteader Droopy (1954) - The Farm of Tomorrow (1954) - The Flea Circus (1954) - Dixieland Droopy (1954) - Field and Scream (1955) - The First Bad Man (1955) - Deputy Droopy (1955) - Cellbound (1955) - Millionaire Droopy (1956) - Cat's Meow (1957) |

### Walter Lantz
- Crazy Mixed Up Pup (1954)
- I'm Cold (1954)
- The Legend of Rockabye Point (1955)
- Sh-h-h-h-h-h (1955)